# Christophorus Buys Ballot
Christophorus Henricus Diedericus Buys Ballot (Kloetinge, 10 ottobre 1817 – Utrecht, 3 febbraio 1890) è stato un meteorologo olandese.
Formulò la famosa regola che poi prese il nome di Legge di Buys Ballot.

## Biografia
Figlio di un ministro della Chiesa Riformata, frequenta il ginnasio a Zaltbommel e l'università a Utrecht. Dopo aver conseguito il dottorato nel 1844, è docente di mineralogia e geologia presso la stessa università. Dal 1846 insegna anche matematica, e dal 1867 è docente in fisica. Nel 1848 fonda a proprie spese l'osservatorio Sonnenborgh.
Nel 1854 fonda il Koninklijk Instituut Nederlands Meteorologisch, l'istituto meteorologico dei Paesi Bassi, di cui è direttore fino alla morte. Le sue ricerche nel campo della meteorologia culminano nel 1857 con la formulazione della legge che porta il suo nome, che spiega il diverso flusso dei venti nelle aree di alta e bassa pressione nei due emisferi.
Partecipò alle verifiche sperimentali della teoria elaborata da Christian Doppler, misurando l'effetto Doppler acustico sul suono prodotto da alcuni musicisti in movimento su un treno della linea Utrecht-Amsterdam.